# Rimba Ilmu

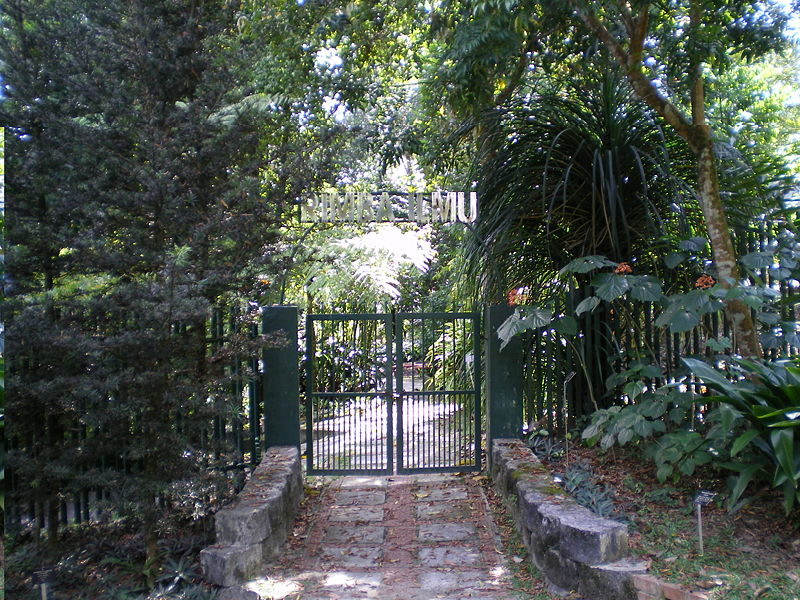
Entrada del jardín botánico Rimba Ilmu.

Rimba Ilmu que significa: bosque del conocimiento en Bahasa, es un jardín botánico tropical de 80 hectáreas de extensión que se encuentra en el campus de la Universidad de Malasia (Kuala Lumpur), de la que depende administrativamente. Forma parte del BGCI y de la Red de Jardines Botánicos del Este de Asia. Su código de identificación internacional como institución botánica es KLU.

## Localización
Rimba Ilmu Botanic Garden, Institute of Biological Sciences, Faculty of Science, University of Malaya, Kuala Lumpur, 
50603 Malaysia.
- Teléfono: 603 7967 4686/4687

## Historia
Rimba Ilmu que significa: bosque del conocimiento en Bahasa, fue fundado por el Profesor W.R. Stanton en 1974 en los remanentes de una antigua plantación de caucho, encontrándose actualmente en el campus de la Universidad de Malasia en Kuala Lumpur, Malasia.

## Colecciones
Rimba Ilmu alberga unas 1600 especies de plantas 
El grueso de la flora aquí presente plantas características de la flora malaya, incluyendo además numerosas especies del Asia tropical, las islas del Pacífico, Australia, Suramérica, África y Madagascar.
Entre sus colecciones especiales destacan:
- Plantas acuáticas;
- Plantas medicinales de la farmacopea Malaya con más de 600 especies;
- Árboles frutales tropicales y plantas emparentadas próximas, Pandanaceae, cítricos;
- Árboles maderables;
- Plantas silvestres con potencial de ser plantas ornamentales;
- Colección de palmas;
- Invernadero de orquídeas raras y amenazadas de Malasia, que fue abierto en el 2000;
- Colección Helechos del año 2003 se puede visitar por grupos previa solicitud, al igual que el invernadero de las orquídeas;
- Plantas para estabilizar las laderas deforestadas, con entre otras Vetiveria zizanoides;
- Herbario con 63,000 accesiones, es el más completo de Malasia.